# 冷奴

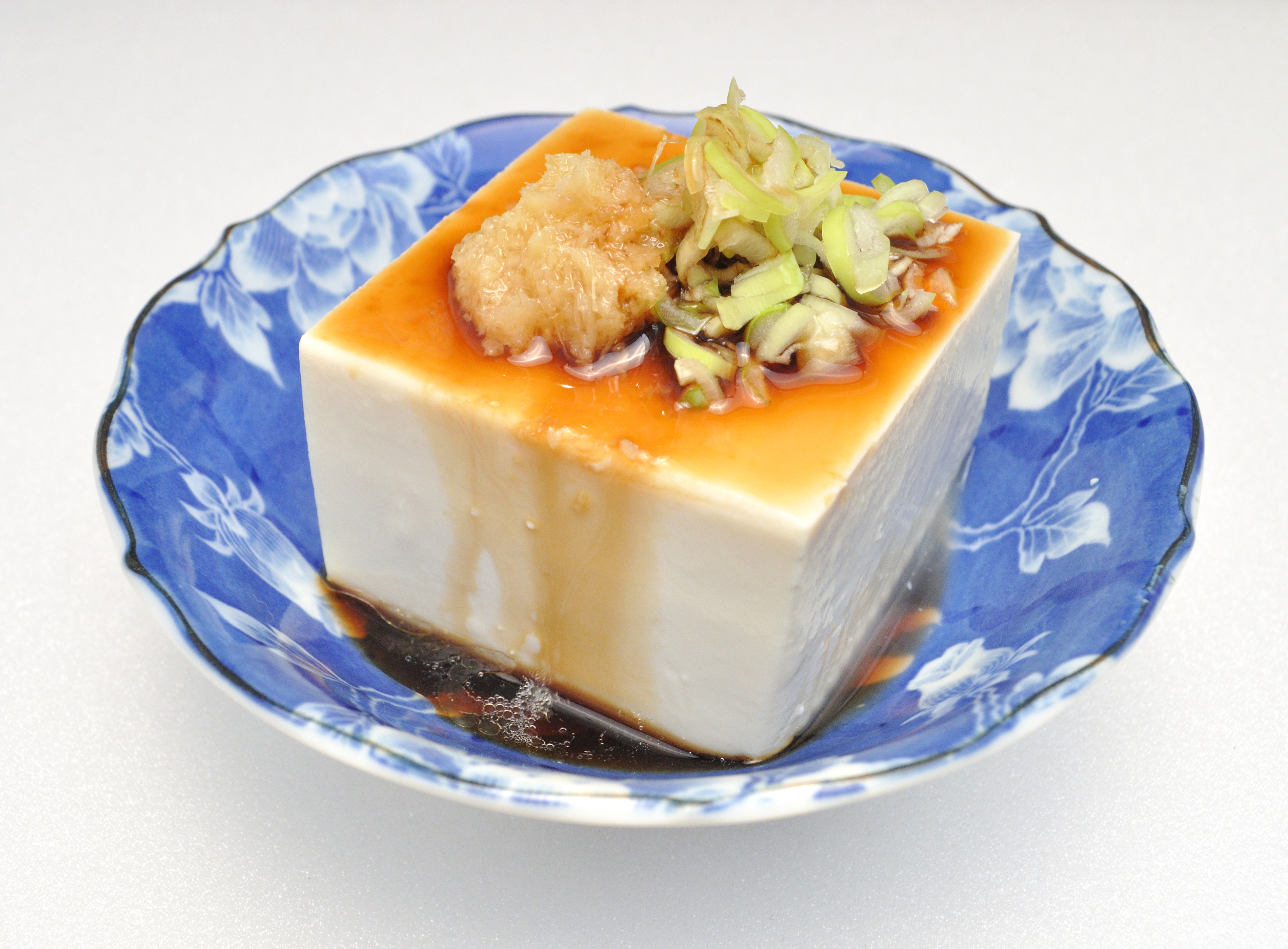
冷奴

冷奴（ひややっこ）は、豆腐を使った料理の一つ。奴豆腐（やっこどうふ）、略して「やっこ」ともいう。主に、肴や夏向きの料理として食べられる。

## 概要
冷やした豆腐（絹ごし豆腐、木綿豆腐の双方が使用される）の上に薬味を載せたり、調味料を使用して食べる日本の料理である。
豆腐は数センチメートル角か、あるいは近年は一人分の大きさの直方体に切る。
薬味や調味料は様々なものが使用され、薬味は刻みネギ、削り節、おろしショウガ、ミョウガ、青じそのみじん切り、ダイコンおろし他、調味料は濃口醤油、唐辛子味噌、その他のタレなどである。
また、オクラ、納豆などを載せて食べる事もある。

## 歴史
江戸時代の豆腐百珍においては、「一般的に知られているので料理法は記すべきほどではない」とされていることより、それ以前より広く知られていたと考えられる。

## 語源
江戸時代に武家に仕えた者の中で最も身分の低い「奴(やっこ)」と呼ばれる者達が着ていた着物の紋が四角柄だったため、それを連想させる四角い豆腐を奴(やっこ)と呼んだ事に由来する。
他の説としては、食材を大きく四角に切ることを「奴に切る」ことに由来するとする説、「冷やっこい」から転じたものであるとする説がある。ただし、豆腐以外の食材を「奴に切る」とは言わず、一方は駄洒落をこじつけた珍説に過ぎない。

## 地方の特色
石川県や関西地方の一部ではショウガではなくカラシをのせるほか、山形県では郷土料理の「だし」をのせるなど、地方独自の食べ方もある。